# 77-я горнострелковая дивизия
77-я горнострелковая Краснознамённая дивизия имени Серго Орджоникидзе  — именное горнострелковое соединение РККА Вооружённых Сил СССР до и во время Великой Отечественной войны, национальное азербайджанское воинское формирование (до 1940 года).

## История
Соединение сформировано в городе Баку 30 октября 1920 года как 1-я азербайджанская сводная стрелковая дивизия. Дивизия создавалась на базе 1-го Железного стрелкового полка имени 26-и Бакинских комиссаров. В ноябре 1920 года была сведена в отдельную Азербайджанскую стрелковую бригаду. Приказом Наркомвоенмора АзССР № 239/а, от 20 июня 1921 года отдельная стрелковая бригада вновь развернута в Азербайджанскую стрелковую дивизию, а приказом № 290/а, от 10 сентября 1921 года, стрелковая дивизия вновь сведена в бригаду. До 1924 года советская стрелковая дивизия была территориальным соединением Кавказской Краснознамённой армии. Формирования дивизия участвовали в наведении порядка в Нагорном Карабахе (1921 год), в Грузии (1924 год). В 1929 году азербайджанская рабоче-крестьянская советская стрелковая дивизия была переведена на штат горнострелковой. Приказом РВС СССР № 218, от 29 октября 1930 года, горнострелковой дивизии было присвоено имя Серго Орджоникидзе. Формирования дивизии в 1930 году участвовали в подавлении антибольшевистского восстания в Нухинском районе (апрель — июнь, ноябрь — декабрь). 
В 1935 году дивизия была награждена орденом Красного Знамени. Приказом Народного Комиссара Обороны Союза ССР № 072, от 21 мая 1936 года, горно-стрелковая дивизия в связи с изменением нумерации была переименована в 77-ю Азербайджанскую горнострелковую Краснознамённую дивизию имени Серго Орджоникидзе.
В июле 1937 году был арестован и расстрелян комдив Г. М. Везиров. Были репрессированы и другие командиры дивизии.
В мае 1938 года 2-й артдивизион 77-й азербайджанской горнострелковой дивизии был поднят по тревоге и отправлен эшелоном на Дальний Восток, где в составе 15-го легкоартиллерийского полка 1-й Тихоокеанской стрелковой дивизии принял участие в боях на озере Хасан.
Приказом Народного Комиссара Обороны Союза ССР № 0150, от 16 июля 1940 года, в связи с переходом от национального принципа комплектования к многонациональному, из наименования дивизии было исключено слово «Азербайджанская».
В период Великой Отечественной войны зимой 1941—1942 года 77-я дивизия в составе 51-й армии участвовала в Керченско-Феодосийской десантной операции. 29 декабря 1941 года 105-й стрелковый полк дивизии высадился на Керченском полуострове и продвинулся в район Акмоная. В ночь на 30 декабря 105-й стрелковый полк участвует в освобождении Керчи, а на утро следующего дня Феодосии. К 8 января 1942 года 105-й стрелковый полк освободил от немцев крупный узловой пункт Владиславовка c железнодорожной станцией. Отсюда полк был направлен в район Геническа для прикрытия правого фланга 51-й армии. К февралю все части дивизии уже были переброшены на Керченский полуостров. В феврале 1942 года дивизия оттеснила части 46-й пехотной дивизии вермахта которые потеряли тяжёлую технику и освободила от врага селения Жантора, Тулумчак и Киет. Дальнейшее наступление заглохло и стороны перешли к позиционной обороне на Ак-Монайском перешейке. Дивизия успешно отражала контратаки вновь сформированной 22-й танковой дивизии вермахта. В боях с 77-й дивизией немцы потеряли 27 танков. В мае 1942 года в ходе немецкого наступления в операции "Охота на дроф" 77-я дивизия выполняла задачу по прикрытию отхода советских войск на Таманский полуостров, сдерживая натиск численно превосходящего противника. Оказавшийся в ходе выполнения боевой задачи в окружении, 105-й стрелковый полк дивизии, прорвал кольцо окружения в районе Огузтепе (Семисотка), уничтожив 12 танков и более 300 солдат и офицеров противника. 77-я стрелковая дивизия в числе последних соединений Красной Армии покинула Крым, уничтожив 34 танка, более 10 артиллерийских и миномётных батарей, 1500 солдат и офицеров врага.
19—20 мая личный состав дивизии занял боевые позиции на Таманском полуострове в составе 47-й армии.
25 мая 1942 года 77-я горнострелковая дивизия была переформирована в 77-ю стрелковую дивизию.
С 25 мая по 11 августа 1942 года обороняет побережье полуострова от немцев, затем сдаёт охрану частям морской пехоты и выступает в район Новороссийска. Занимает оборону на перевалах, прикрывая север и северо-восток города. С 18 августа начинаются тяжёлые бои в районах: высота южнее Крымской, Неберджаевский перевал, гора Острая, гора Колдун, Адамовича Балка. С 18 по 21 августа 1942 года полки дивизии ведут ожесточённые бои с превосходящими силами пехоты и танков противника в районе высоты южнее Крымской. Высота несколько раз переходит из рук в руки. Противник 21 августа 1942 года овладевает перевалом Неберджаевским. 21 августа дивизия контратакой отбрасывает немцев и овладевает юго-западной частью перевала. Бои продолжаются до 5 сентября. 324-й полк, будучи обойдённым противником в районе горы Острая, в течение трёх дней дерётся в окружении, а 5 сентября 1942 года прорывает кольцо.
С 6 по 11 сентября 1942 года 77-я стрелковая дивизия ведёт тяжёлые бои с численно превосходящими противником и его танками в районе горы Колдун, перевала Неберджаевский и Адамовича Балка. В ночь с 11 на 12 сентября дивизия выводится в резерв командующего армии.
С 19 сентября 1942 года 77-я дивизия сдерживает наступление противника в районе Эриванского. 25 сентября в ходе наступления частями дивизии была уничтожена 3-я румынская горнострелковая дивизия. Всего в боях под Новороссийском 77-я стрелковая дивизия уничтожила и взяла в плен свыше 8 тысяч солдат и офицеров противника, 18 танков, 45 автомашин с войсками и грузами, 22 артиллерийские и миномётные батареи и до 40 иных орудий разного калибра. Потери дивизии составили за тот период убитыми, раненными и пропавшими без вести 6810 солдат и офицеров.
Дивизия была расформирована, 3 октября 1942 года остатки дивизии обращены на укомплектование 216-й стрелковой дивизии.
Новая дивизия, второго формирования, с таким же войсковым номером «77» была сформирована поздней осенью 1942 года в Дагестане, из материальных и людских ресурсов Дагестанской АССР, как и всех регионов Северного Кавказа и Республик Закавказья. В дивизии сражались сотни бойцов из среднеазиатских республик и других регионов РСФСР. Основу дивизии, более 70 % составили русские и украинцы. 77-я стрелковая дивизия (2-го формирования) участвовала в освобождении Крыма и получила почетное наименование «Симферопольская». За участие в штурме Сапун-горы и освобождение города Севастополь — орден Суворова 2-й степени.

## Состав
- управление
- 11-й горнострелковый полк
- 276-й горнострелковый полк
- 324-й горнострелковый полк
- 239-й артиллерийский полк
- 197-й отдельный истребительно-противотанковый дивизион
- 502-й отдельный зенитный артиллерийский дивизион
- 3-й кавалерийский эскадрон
- 41-й сапёрный батальон
- 136-й отдельный батальон связи
- 85-й артиллерийский парковый дивизион
- 73-й медико-санитарный батальон
- 140-й автотранспортная рота
- 7-й полевой автохлебозавод
- 77-я дивизионная артиллерийская мастерская
- 207-я полевая почтовая станция
- 235-я полевая касса Госбанка

- управление
- 105-й стрелковый полк
- 276-й стрелковый полк
- 324-й стрелковый полк
- 239-й артиллерийский полк (до 20.9.1942)
- 796-й артиллерийский полк (с 20.9.1942)
- 197-й отдельный истребительно-противотанковый дивизион
- 502-й отдельный зенитный артиллерийский дивизион
- 351-й миномётный дивизион
- 458-я разведывательная рота
- 41-й сапёрный батальон
- 136-й отдельный батальон связи
- 73-й медико-санитарный батальон
- 140-й автотранспортная рота
- 7-й полевой автохлебозавод
- 77-я дивизионная артиллерийская мастерская
- 207-я полевая почтовая станция
- 235-я полевая касса Госбанка[3]

(сохранившиеся номера частей выделены курсивом)

## Командиры
- Нахичеванский, Джамшид Джафаркули оглы (1921—1931)
- комдив Везиров, Гамбай Мамед оглы (март 1931 — 29.07.1937)
- Полковник Зюванов, Владимир Павлович (1937 — 1938)
- полковник Пименов, Михаил Яковлевич 09.05.1940 — 08.10.1941
- полковник Волков, Михаил Васильевич 09.10.1941 — 02.03.1942
- полковник Циндзеневский, Пётр Яковлевич 03.03.1942 — 11.05.1942
- полковник Торопцев, Иван Григорьевич 02.06.1942 — 10.09.1942
- полковник Кабанов, Ефим Ефремович 11.09.1942 — 29.10.1942

## Награды
- 29 октября 1930 года — присвоено имя «Серго Орджоникидзе» — приказ РВС СССР № 218 от 29 октября 1930 года (имя передано по приемственности от Азербайджанской горной стрелковой дивизии)
- 1935 год —  Орден Красного Знамени- награждена постановлением ЦИК СССР за выдающиеся успехи и в ознаменовние пятнадцатилетия[4] (орден передан по преемственности от Азербайджанской горной стрелковой дивизии имени Серго Орджоникидзе)

## Известные люди, связанные с дивизией
- Бобров, Борис Иосифович - С 01.1924 по 05.1924 помощник командира Азербайджанской сд.
- Талышинский, Мир Фуад-Хан Гасан оглы - на 04.03.1924 начальник штаба второго полка Азербайджанской сд.